# Friar Park

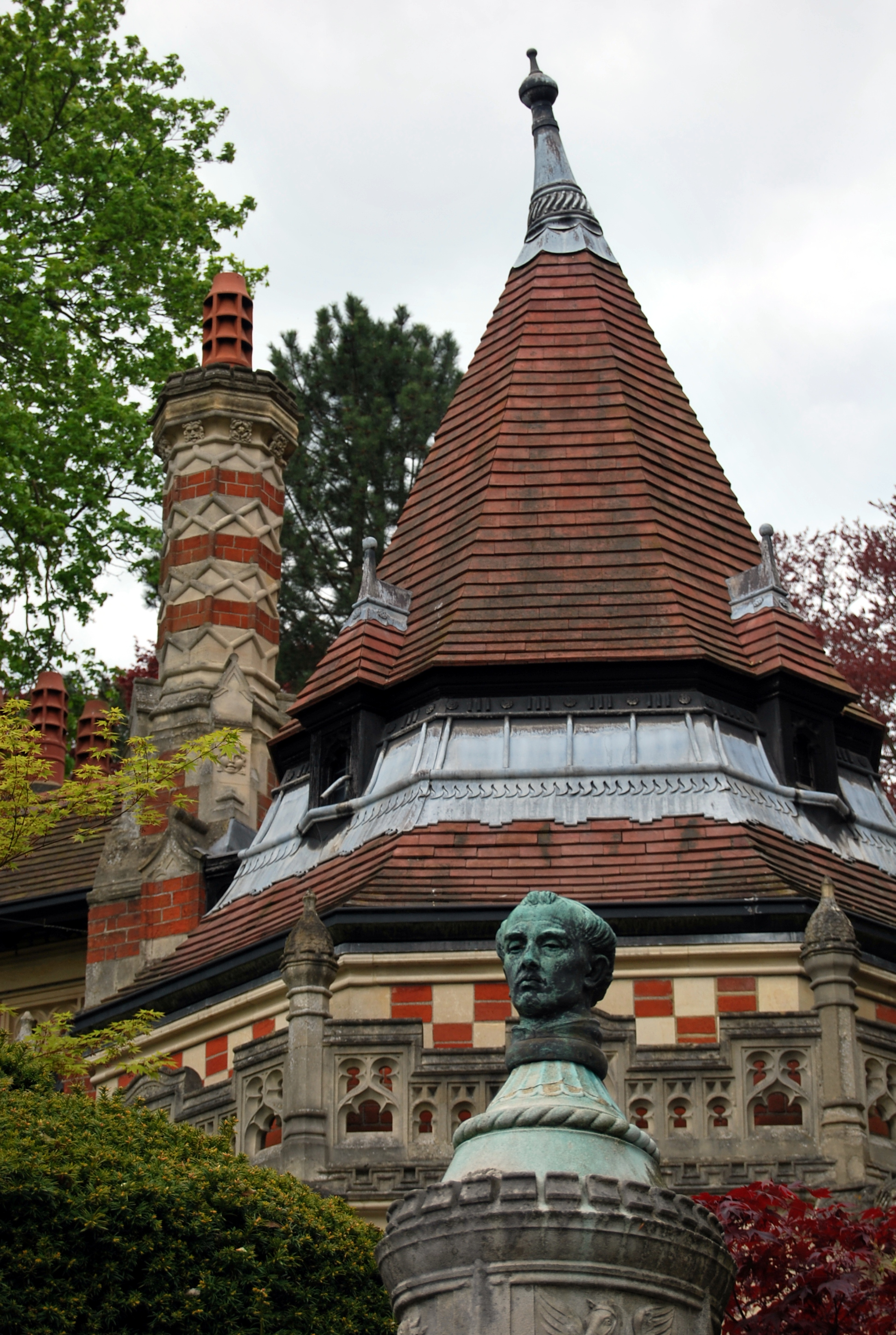
Dettaglio del tetto della loggia inferiore di Friar Park

Friar Park, situata nella Contea dell'Oxfordshire a Henley-on-Thames nel Regno Unito, è una residenza di campagna in stile neogotico-vittoriano di 120 stanze costruita nel 1889. In origine è stata abitata dall'avvocato Sir Frank Crisp, poi è diventata un convento di suore, e successivamente venne acquistata nel gennaio 1970 dal celebre musicista George Harrison. In totale, comprendendo anche il grande parco che circonda la casa, il sito copre circa 62 acri (25 ettari). La particolarità della proprietà è quella di includere caverne, grotte, passaggi segreti sotterranei, e una moltitudine di gnomi da giardino, oltre che un giardino di rocce alpine con un modello in scala del Cervino.
La residenza e il parco che la circonda sono iscritti nel Registro dei parchi e giardini storici di speciale interesse storico in Inghilterra. Oltre alla residenza principale, anche le logge inferiore (adibita a casa del custode), mediana, e superiore sono tutte inserite individualmente come monumento protetto di secondo grado.
Sin dall'inizio degli anni settanta, la proprietà è stata associata all'ex membro dei Beatles George Harrison, che aveva impiantato nella casa il suo studio di registrazione casalingo, conosciuto come FPSHOT (acronimo di "Friar Park Studio, Henley-On-Thames"). Dalla morte di Harrison nel 2001, la residenza è di proprietà della vedova, Olivia Harrison.

## Storia

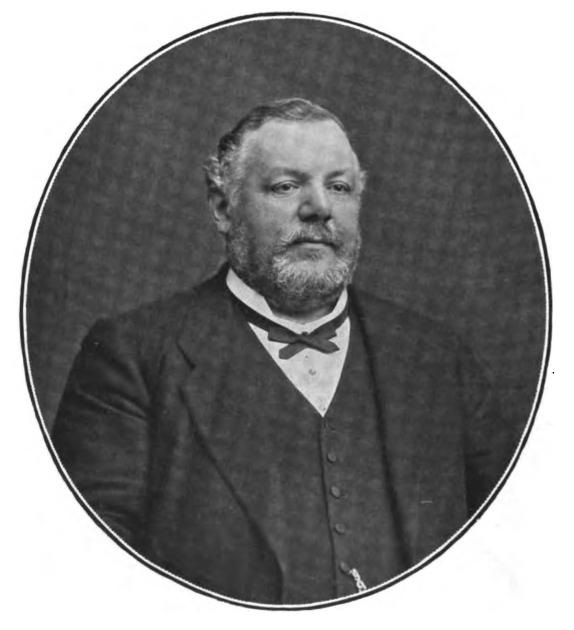
Sir Frank Crisp (1843-1919), eccentrico avvocato del diciannovesimo secolo, proprietario originale di Friar Park.

Da lui costruita sul sito di un monastero del XIII secolo, Friar Park fu di proprietà di Sir Frank Crisp dal 1889 fino alla sua morte nel 1919. Quindi la proprietà venne messa all'asta e fu acquistata da Sir Percival David. Dopo il divorzio, Lady David si trasferì nella casa del cocchiere situata nell'ala sud-ovest della proprietà quando il resto della residenza fu donata alle suore dell'ordine dei Salesiani di Don Bosco per adibirlo a convento. Alla fine degli anni sessanta, la proprietà era ormai in rovina, in stato di abbandono, e in attesa di demolizione.

### George Harrison & FPSHOT
All'inizio del 1972, dopo aver acquistato e ristrutturato la proprietà, George Harrison installò uno studio di registrazione dotato di banco mixer a 16 piste nella suite per gli ospiti. Nel 1974, lo studio, chiamato FPSHOT, era diventato la base principale della sua etichetta, la Dark Horse Records. Nello studio ebbero luogo le sessioni di registrazione (totali o parziali) di numerosi album: Living in the Material World, Dark Horse, Thirty Three & 1/3, George Harrison, Cloud Nine e Brainwashed. Oltre ai dischi solisti dello stesso Harrison, qui furono effettuate le sovraincisioni per due album dei Traveling Wilburys, e le sessioni per il progetto Anthology dei Beatles nel 1995. Nel 1996, Harrison vi registrò e produsse l'album Chants of India di Ravi Shankar.
Ipotecando la sua casa, alla fine degli anni settanta Harrison offrì la proprietà come garanzia al fine di conseguire i finanziamenti necessari per produrre il film Brian di Nazareth dei Monty Python, dopo che la EMI Films aveva ritirato il proprio appoggio finanziario all'opera all'ultimo momento. In quanto fan dei Python, Harrison motivò il suo gesto dichiarando semplicemente che voleva vedere il film, cosa che l'amico Eric Idle descrisse come "il biglietto del cinema più costoso della storia".

## I giardini

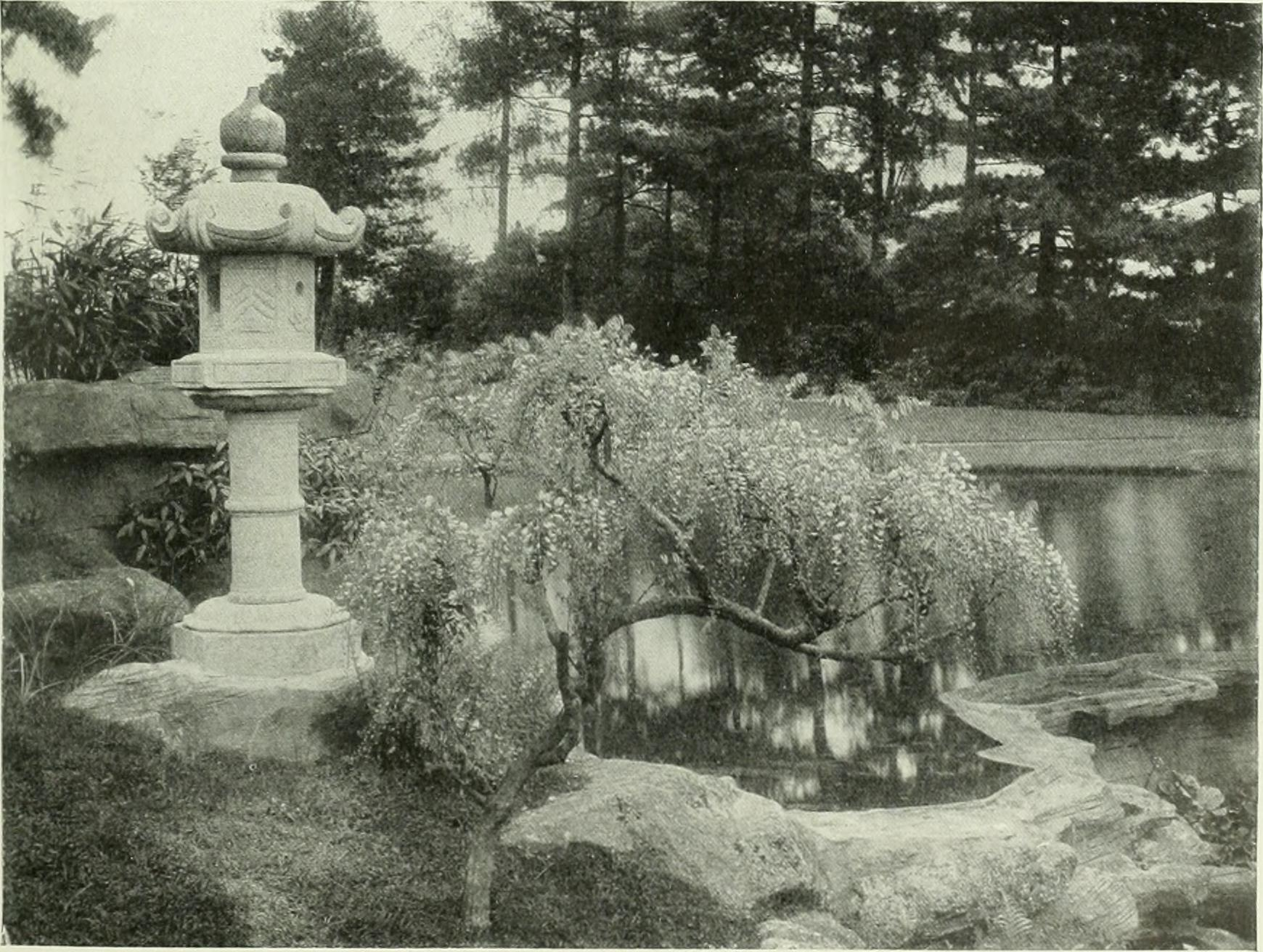
Uno scorcio del giardino di Friar Park alla fine dell'Ottocento, durante il periodo di Crisp come proprietario

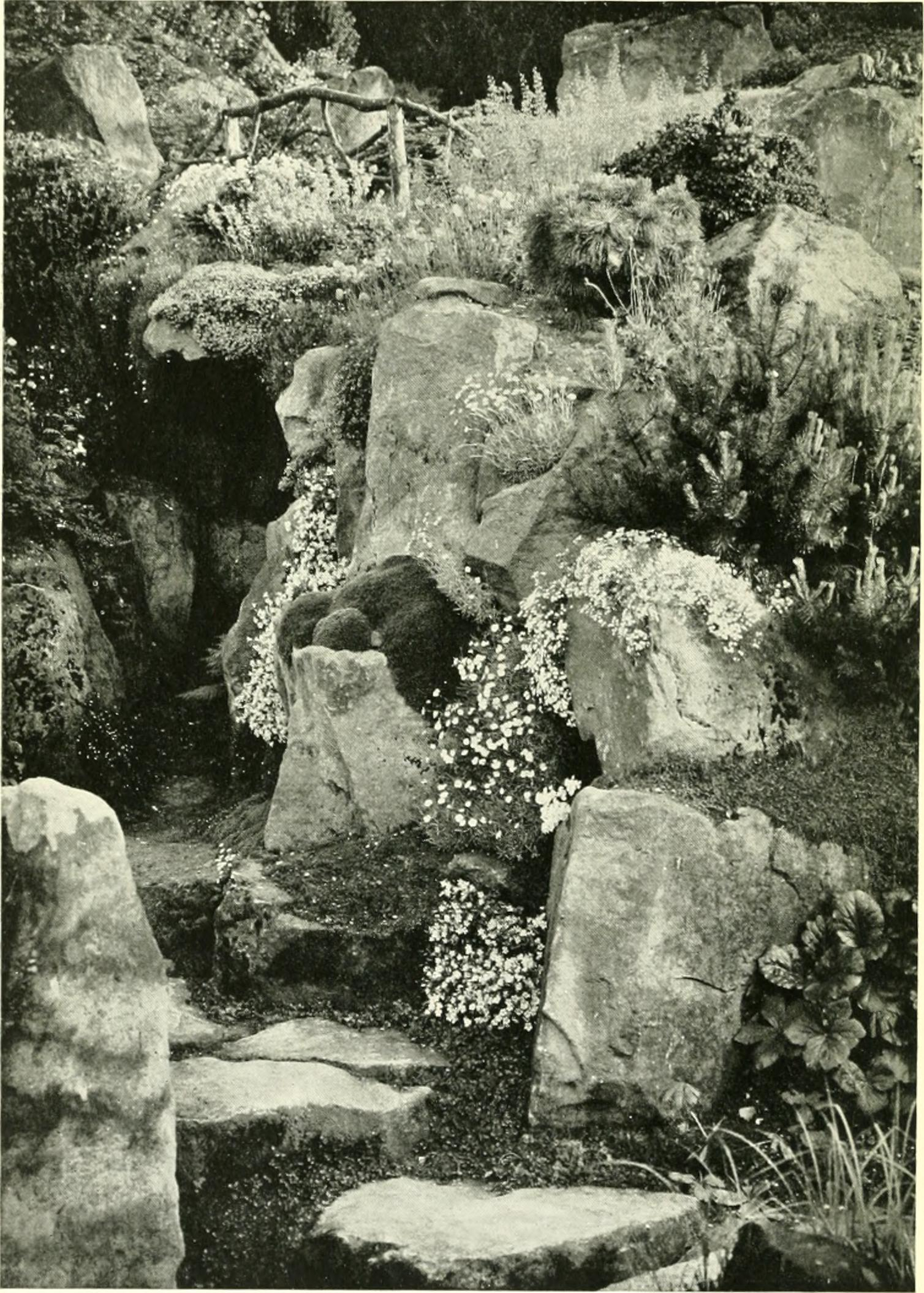
Parte del "giardino di rocce alpine" della proprietà, fotografato nel 1905

Friar Park possiede ampi giardini con fontane e laghetti artificiali disegnati da Henry Ernest Milner appositamente per Crisp; nei laghetti sono presenti grotte e pietre posizionate appena sopra il livello dell'acqua (che forniscono l'illusione di camminare sulla stessa). Il parco include anche una replica in scala del Cervino. Riflettendo il particolare senso dell'umorismo di Crisp, tra le varie statue decorative è presente un monaco che tiene in mano una padella con dei buchi, e una targa con l'iscrizione "Two Holy Friars" ("I due frati santi"), in un intraducibile gioco di parole tra i due termini in lingua inglese "frying" ("frittura") e "friar" ("frate"). George Harrison si fece fotografare nel parco di Friar Park circondato da quattro nani da giardino per la copertina del suo triplo album solista All Things Must Pass, e ancora, sei anni dopo, insieme al padre Harry, per la copertina interna del disco Thirty Three & 1/3.
Harrison immortalò la dimora e i suoi dintorni nel video della canzone Crackerbox Palace del 1976, che era appunto il soprannome di Friar Park (derivato dalla casa di Lord Buckley in California). Il brano Ballad of Sir Frankie Crisp (Let It Roll), oltre ad essere un omaggio alla figura di Frank Crisp, si ispira alla storia di Friar Park, e il testo di alcune successive canzoni di Harrison come Ding Dong, Ding Dong e The Answer's at the End fanno direttamente riferimento alle molte iscrizioni curiose lasciate nella proprietà da Crisp. Anche i videoclip delle canzoni Ding Dong, Ding Dong e True Love furono girati nella proprietà o nei suoi giardini.

## Norme di sicurezza
La residenza e il suo parco restarono ampiamente aperti al pubblico, fino all'omicidio di John Lennon avvenuto nel dicembre 1980. Poco tempo dopo, i cancelli furono chiusi e furono installate videocamere di sorveglianza e filo spinato. Nonostante queste misure di sicurezza, il 30 dicembre 1999, un intruso di nome Michael Abram, irruppe nella residenza nelle prime ore del mattino, aggredendo con un coltello Harrison e la moglie Olivia, accoltellando cinque volte l'ex-Beatle ferendolo gravemente, prima di essere messo fuori combattimento da Olivia che gli fracassò una lampada in testa. Nel 2009, Olivia Harrison ottenne il permesso legale di installare una barriera di filo spinato permanente intorno alla casa a sua protezione personale e per tenere lontano curiosi e fan di Harrison o dei Beatles, misura osteggiata dai suoi vicini, che obiettarono tale filo spinato avrebbe potuto ferire i loro animali domestici.